# Copris maesi
Copris maesi là một loài bọ cánh cứng trong họ Bọ hung (Scarabaeidae).